# Hommeldaas
De hommeldaas (Therioplectes gigas) is een vliegensoort uit de familie van de dazen (Tabanidae). De wetenschappelijke naam van de soort is voor het eerst geldig gepubliceerd in 1787 door Herbst.